# Lucius Valerius Flaccus (consul in 100 v.Chr.)
Lucius Valerius Flaccus was een Romeins politicus uit de late Romeinse Republiek.
Flaccus was praetor in 103 v.Chr. In 100 v.Chr. werd hij consul, samen met de machtige generaal en politicus Gaius Marius die al voor de 6e maal deze functie bekleedde. Door dit verschil in ervaring en invloed werkte Flaccus totaal in de schaduw van zijn ambtgenoot. Publius Rutilius Rufus karakteriseerde hem als "meer slaaf dan collega". 
In 97 was Flaccus censor en zorgde ervoor dat een groot aantal Italianen het Romeinse burgerrecht konden krijgen. In 86 werd Flaccus princeps senatus en werkte aan een overeenkomst met Sulla. In 82 sloot hij zich definitief bij de partij van Sulla aan en zorgde er als interrex voor dat Sulla tot dictator werd gekozen. Flaccus werd als dank tot magister equitum benoemd. Daarna wordt Flaccus niet meer genoemd. Hij moet ergens tussen 73 en 69 zijn overleden. 
Flaccus was de zoon van Lucius Valerius Flaccus die in 131 v.Chr consul was. Net als zijn vader bekleedde hij de functie van Priester van Mars (flamen Martialis).